# Iturup
Iturup (en ruso: Итуруп, romanizado: Ostrov Iturup; en japonés: 択捉島, romanizado: Etorofu-tō), también conocida históricamente por otros nombres, es una isla en las islas Kuriles que separa el mar de Ojotsk del Océano Pacífico Norte.
Es la isla más grande del archipiélago de las Kuriles, con una superficie de 3.139 km². A su vez, es la más grande y septentrional de las Kuriles del sur, cuya soberanía es disputada entre Japón y Rusia. Se encuentra entre Kunashiri a 19 km al suroeste, de la cual, está separada por el estrecho de Ekaterina y Urup a 37 km al noreste. El estrecho de Vries, entre Iturup y Urup, forma la línea Miyabe, dividiendo las 2 secciones predominantes de las Kuriles.
La ciudad de Kurilsk, es el centro administrativo del raión o Distrito de Kurilsky, del óblast de Sajalín, Rusia. Se encuentra aproximadamente a mitad de camino a lo largo de su costa occidental. En la isla se encuentra el campo de aviación militar Burevestnik. En 2006 en Iturup fue abierto el mayor complejo del tratamiento de pescado de Rusia.
Japón reclama la soberanía de Iturup, e incluye esta isla en la subprefectura de Nemuro de la prefectura Hokkaidō.
Los habitantes nativos de las islas desde al menos el siglo XIV eran los ainu. Varios exploradores europeos pasaron por la zona a lo largo de los años, pero el asentamiento solamente cambio de manos entre rusos y japoneses. La isla fue reconocida formalmente como territorio japonés en el Tratado de Shimoda de 1855. Cerca del final de la Segunda Guerra Mundial en 1945, la Unión Soviética ocupó las Kuriles del Sur y expulsó por la fuerza a sus residentes japoneses. Japón continúa reclamando las islas y considera que el borde norte de esta isla es el punto más septentrional de su país.

## Topónimos
El nombre en español moderno «Iturup» y el anterior «Yetorup» son romanizaciones del nombre ruso Ostrov Iturúp (en ruso: Остров Итуру́п, lit. 'Isla Iturup'). Anteriormente se conocía en inglés y otras lenguas occidentales como el español, como «Etrof», del nombre japonés Etorofu-tō (en japonés: 択捉島, lit. 'Isla Etorofu'). Tanto el nombre ruso como el japonés provienen del nativo ainu Etuworop-sir (en ainu: エツ゚ヲロㇷ゚シㇼ), que significa «isla con muchos cabos».[cita requerida]

## Geografía
Iturup está formada por macizos volcánicos y crestas montañosas. Una serie de como una docena de volcanes calco-alcalinos que corren del NE al SO, forman la columna vertebral de la isla, siendo el más alto el Stokap (de 1.634 m) en la parte central de Iturup. Las costas de la isla son altas y abruptas. La vegetación se compone principalmente de abetos, alerces, pinos, piceas y bosques caducifolios mixtos con alisos, lianas y matorrales de bambú Kuril. Las montañas están cubiertas de matorrales de abedul y pino enano siberiano, flores herbáceas (incluida la Fragaria iturupensis, la fresa de Iturup) o rocas desnudas.
La isla también contiene algunas cascadas altas, como la de Iliá Múromets.
La Rheniita, un mineral de sulfuro de renio (ReS2), fue descubierto en fumarolas activas y calientes en el volcán Kudriavi y se describió por primera vez en el 2004. En el campo se confundió originalmente con la molibdenita.

### Istmo de Vetrovoy
El desarrollo del arco de las islas Kuriles se vio influido significativamente por extensas erupciones volcánicas formadoras de calderas durante el Neo-Pleistoceno-Holoceno tardío, que introdujeron grandes cantidades de material pumíceo-piroclástico y tefra en la zona de procesamiento de las olas. En la isla de Iturup, la formación de cuatro grandes calderas de colapso durante el Neo-Pleistoceno tardío-Holoceno provocó la liberación de unos 450 km³ de piroclastos predominantemente dacíticos.
La formación del istmo subaéreo de Vetrovoy se atribuye a la acumulación de dicho material durante potentes erupciones explosivas formadoras de calderas en el estrecho poco profundo entre las islas vecinas. El aspecto geomorfológico actual del istmo es consecuencia de la posterior transformación piroclástica ondulatoria y eólica, que condujo a la formación de terrazas marinas y lagunares.
Un estudio de Afanas'ev et al.se centra en examinar la existencia del estrecho que separa las partes sur y norte de la isla Iturup a mediados del Holoceno tardío desde la perspectiva de la geomorfología costera. Se considera que el vulcanismo explosivo del Pleistoceno tardío fue más intenso y prolongado que los eventos del Holoceno temprano, lo que condujo a la formación de depósitos de piedra pómez en el golfo Prostor de la isla Iturup. La datación por radiocarbono de la turbera subyacente a la cubierta pumícea-piroclástica en el istmo de Vetrovoy sugiere eventos de hace unos 38 000-39 000 años.
La estratigrafía, génesis y cronología de los depósitos holocenos de la isla de Iturup están poco estudiados, basándose principalmente en las fechas C14 de la bahía de Kasatka y la bahía de Olga[14]. En la desembocadura del río Kurilka se han identificado tres fases transgresivas de sedimentación, comparables a los periodos atlántico, subboreal y subatlántico, con una elevación máxima del nivel del mar de hasta 3,5 metros por encima del nivel actual en el Atlántico.
El trabajo de campo realizado en 2017-2018 en el istmo de Vetrovoy reveló dislocaciones volcanotectónicas con una capa de material de playa, lo que sugiere la ocurrencia de al menos dos estallidos piroclásticos a mediados del Holoceno tardío. Las prospecciones con georradar complementaron los resultados de las perforaciones manuales, proporcionando información sobre las características geológicas del istmo.
Los depósitos del istmo de Vetrovoy incluyen dislocaciones volcanotectónicas, piroclastos pumíceos, depósitos de cenizas eólicas y formaciones de suelo-tefra. Los parámetros morfométricos de la terraza del basamento indican una tasa de elevación del área durante la última fase de acumulación marina costera que podría alcanzar los 4 mm/año, ligeramente superior a los 3,5 m/año registrados durante los últimos 6000 mil años.
En conclusión, los estudios sugieren que el vulcanismo explosivo de mediados del Holoceno tardío afectó significativamente al plano morfotectónico de la zona del istmo de Vetrovoy, contribuyendo posiblemente a la obstrucción del estrecho. El levantamiento de la superficie de la terraza durante el Holoceno medio puede estar relacionado con estos acontecimientos volcánicos. Se cree que el ritmo de elevación de la zona durante la última fase de acumulación marina costera fue de unos 4 mm/año. Sin embargo, actualmente no existen datos sobre la edad de las facies georadar marinas identificadas como resultado de las investigaciones en el istmo de Vetrovoy.